# Charles Brias
Pour les articles homonymes, voir Brias (homonymie).
Charles Brias, né à Malines, le 22 avril 1798 et mort à Bruxelles le 27 novembre 1884, est un peintre et un graveur belge connu pour ses scènes de genre, ses portraits et ses paysages.
Il est présent à onze expositions triennales belges, préférentiellement au Salon de Bruxelles. Le Musée de la ville de Bruxelles conserve, depuis 2021, Le Marché au beurre de Bruxelles. Charles Brias expose également à cinq reprises aux Pays-Bas, où son œuvre est connue et conservée notamment au Rijksmuseum Amsterdam.

## Biographie

### Famille
Charles Brias, né à Malines le 22 avril 1798, est le fils de Jacques Emmanuel Brias (1755-1820), veilleur à la tour de la cathédrale Saint-Rombaut de Malines, et de Marie Thérèse Van Nieuwekercken. 
Charles Brias épouse à Bruxelles le 25 mars 1868 Adrienne Daelmans, rentière, née à Brecht le 24 septembre 1838.

### Formation
Charles Brias est formé à l'Académie des beaux-arts de Malines de 1812 à 1818, année où il obtient le premier prix au concours de dessin d'après nature. L'année précédente, il avait exposé au Salon de Gand un portrait miniature du lieutenant-général David Chassé à cheval lors de la Bataille de Waterloo. De 1819 à 1822, il étudie à Paris. 

### Carrière
Après sa formation à Paris, Charles Brias se fixe à Bruxelles en 1822. Il participe aux salons triennaux et obtient (la palme) de 500 florins pour son œuvre dans la catégorie Conversation au concours organisé dans le contexte du Salon de Bruxelles de 1824. 
Charles Brias joue un rôle actif dans la Révolution belge de 1830 et participe aux opérations militaires des chasseurs-Chasteler, un corps libre de volontaires, qui le conduisent à batailler le 25 septembre 1830 au parc de Bruxelles après avoir pris deux maisons et planté le drapeau de l'indépendance. Il est blessé lors de ces événements. En octobre 1830, Charles Brias combat à Walem, et ensuite à Anvers. Sa bravoure est récompensée par la croix de fer en 1833,.
Au Salon de Bruxelles de 1836, Charles Brias obtient une médaille d'argent. Le roi Léopold Ier acquiert La Femme abandonnée exposée au Salon de Bruxelles de 1839. Ensuite le peintre n'expose plus qu'à deux reprises aux salons triennaux belges : en 1845 et en 1866.
Charles Brias meurt, à l'âge de 86 ans, à son domicile rue Terarken no 8 à Bruxelles, le 27 novembre 1884. Ses funérailles civiles ont lieu trois jours plus tard. Il lègue sa fortune aux hospices de Bruxelles et de Malines,.

## Œuvre

### Galerie d'œuvres

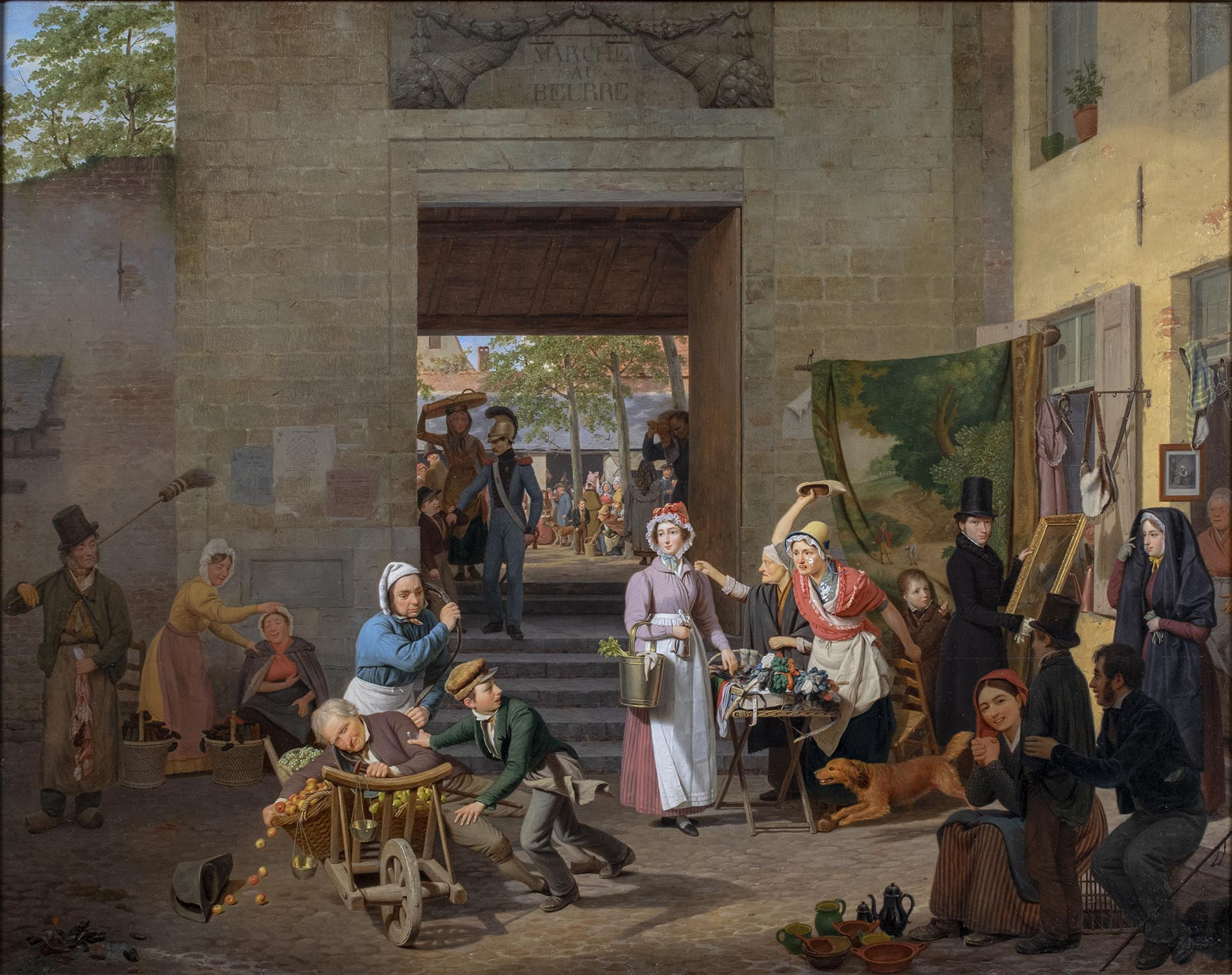
Le Marché au beurre à Bruxelles, 1831, Musée de la ville de Bruxelles.
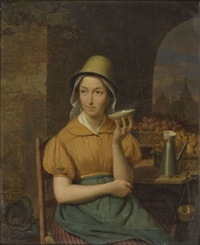
Le Repas de la marchande de légumes.
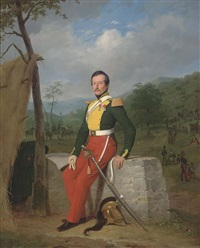
Le Tacticien.
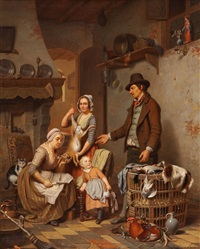
Famille dans un intérieur de cuisine.
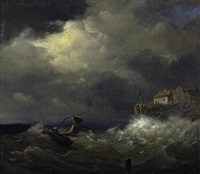
Marin dans la tempête devant la côte normande..

### Caractéristiques
Son champ pictural couvre essentiellement les scènes de genre, les portraits et les paysages.. Parfois, comme au Salon de Bruxelles de 1830, Charles Brias fait appel à Eugène Verboeckhoven pour les figures animalières et à Pierre-Jean Hellemans pour les paysages. Il forme au début des années 1830 plusieurs artistes, dont Mélanie Opdenbosch et sa sœur Henriette Opdenbosch (d). Il réalise également quelques gravures.
Au Salon de Bruxelles de 1845, le critique Victor Joly juge La Boutique d'un marchand de fruits et légumes : « Ce n'est ni par l'invention, ni par le choix du sujet que brille cet artiste, mais qui oserait lui faire un crime de cette composition, un peu vulgaire, en présence de ce miracle de patience et de ce prodigieux fini d'exécution ? Disons cependant que plus de vigueur dans les ombres et dans le coloris, ajouterait beaucoup à l'effet de ce tableau qui semble peint sur porcelaine ».

### Expositions

#### Belgique

##### 1817 - 1866
- Salon de Gand (X) de 1817 : Portrait en miniature du lieutenant-général Chassé [11].
- Salon de Gand (XII) de 1823 : Vue d'après nature de l'entrée d'une maison à Paris, avec figures[12].
- Salon de Bruxelles de 1824 : Une marchande de légumes et l'acheteuse (prix du concours de peinture de genre)[13].
- Salon de Gand (XIII) de 1826 : Tobie et l'ange et Le Songe de Turnus[14].
- Salon de Bruxelles de 1827 : La Tunique de Joseph présentée à Jacob (premier prix de dessin du concours)[15].
- Salon de Bruxelles de 1830 : Un jeune paysan a pris le petit d'une chienne qui semble le réclamer, Un intérieur de cabaret : un garçon brasseur offre un verre de bière à une marchande de chevrettes, Une vivandière au bivouac, souvenir de la Campagne de Russie, Le Chasseur au repos (Brias pour le portrait, Verboeckhoven pour les animaux et Hellemans pour le paysage) et Une marchande de poisson[8].
- Salon de Bruxelles de 1836 : Le Marché au beurre à Bruxelles, Intérieur, Le Retour de l'école rurale et La Querelle du chien et du chat (médaille d'argent)[16].
- Salon de Bruxelles de 1839 : La Femme abandonnée (appartient au roi), Tableau de famille et Le Chien aimé[7].
- Salon de Bruxelles de 1845 : La Boutique d'un marchand de fruits et légules[17].
- Salon de Bruxelles de 1866 : Le Braconnier[18].

#### France
- Salon de Paris de 1845 : Boutique d'un fruitier[19].

#### Pays-Bas
- Exposition des maîtres vivants de 1822 : Un vieil homme[20].
- Exposition des maîtres vivants de 1824 : Une fille endormie dans une cuisine[20].
- Exposition des maîtres vivants de 1826 : Une cuisine avec une servante, un jeune homme et deux poissons et L'Atelier d'un cordonnier[20].
- Exposition des maîtres vivants de La Haye de 1827 : Une Auberge où un Forgeron, interpellé par la propriétaire au sujet du vol d'une poule, clame son innocence, tandis qu'un postillon la cache dans son dos[20].
- Exposition des maîtres vivants d'Amsterdam de 1841 : Un violoniste aveugle[20].

### Collection muséale
- Le Marché au beurre à Bruxelles, 1831, est acquis en 2021 par Musée de la ville de Bruxelles[21].
- Trois gravures de Charles Brias : Jeune endormi (1837), Autoportrait (1846) et Vieux pêcheur assis sont conservées au Rijksmuseum Amsterdam[9].

## Honneurs
- Croix de fer (1833)[1].
- Chevalier de l'ordre de Léopold (1er décembre 1845)[22].